# Arshia Feizollahi
Arshia Feizollahi (persisch ارشیا فیض اللهی; * 24. Oktober 2004) ist ein iranischer Volleyballspieler.

## Karriere
Feizollahi begann seine Karriere im iranischen Ilam. 2016 kam er mit seiner Familie nach Deutschland, wo er zunächst beim VfL Stade spielte. Anschließend war er beim Oberligisten VSG Altes Land aktiv. Im Alter von 16 Jahren ging er zum TV Baden, der in der Zweiten Liga Nord spielte. Als sich der Verein 2022 in die Regionalliga zurückzog, wechselte der Libero zum Drittligisten Oldenburger TB. 2023 wurde er vom Süd-Zweitligisten TV Bühl verpflichtet. Mit dem Verein erreichte er in der Saison 2023/24 den vierten Platz in der Liga. Danach wechselte er zum Erstligisten Baden Volleys SSC Karlsruhe. Mit den Baden Volleys erreichte er das Viertelfinale im DVV-Pokal 2024/25 und wurde Zehnter der Bundesliga-Hauptrunde. Danach wurde er vom Ligakonkurrenten Volley Goats Mitteldeutschland verpflichtet.